# 24778 Nemsu
24778 Nemsu è un asteroide della fascia principale. Scoperto nel 1993, presenta un'orbita caratterizzata da un semiasse maggiore pari a 1,9465704 UA e da un'eccentricità di 0,0460486, inclinata di 20,68564° rispetto all'eclittica.